# Charles Somerset (governatore britannico)
Charles Henry Somerset (Badminton, 12 dicembre 1767 – Londra, 18 febbraio 1831) è stato un politico, militare e nobile britannico.

## Biografia
Charles Somerset era il figlio secondogenito di Henry Somerset, V duca di Beaufort e di sua moglie Elizabeth, figlia di Edward Boscawen. Era fratello di Henry Somerset, VI duca di Beaufort, dei generali lord Robert Somerset, Arthur Somerset e del feldmaresciallo FitzRoy Somerset, I barone Raglan.
Somerset divenne membro del parlamento britannico per la costituente di Scarborough dal 1796 sino al 1802 e per Monmouth Boroughs dal 1802 al 1813. Servì come Comptroller of the Household dal 1797 al 1804 e come Joint Paymaster of the Forces nel 1804, nel 1806, nel 1807 e nel 1813 e divenne membro del Consiglio Privato del re dal 26 aprile 1797. Nel 1814 venne nominato governatore della Colonia del Capo (Sudafrica), incarico che mantenne sino al 1824. I villaggi di Somerset West e Somerset East in Sudafrica prendono da lui il loro nome.
Somerset morì nel febbraio del 1831, all'età di 63 anni.

## Matrimoni e figli
Somerset sposò in prime nozze lady Elizabeth Courtenay (2 settembre 1788 – 11 settembre 1815), il 7 giugno 1788. Questa era figlia di William Courtenay, VIII conte di Devon. La coppia ebbe sei figli:
1. Elizabeth Somerset (ottobre 1790 – 1872), sposò il generale Sir Henry Wyndham (1790–1860) nel luglio del 1812
2. Mary Georgiana Somerset (febbraio 1793 – 19 maggio 1856), sposò il tenente colonnello Stirling Freeman Glover il 25 giugno 1833
3. Tenente generale sir Henry Somerset (1794–1862)
4. Charlotte Augusta Somerset (2 gennaio 1799 – 17 marzo 1864), sposò Herbert Cornewoll nel maggio del 1822
5. Tenente colonnello Charles Henry Somerset (24 settembre 1800 – 28 maggio 1835)
6. Reverendo Villiers Somerset (12 febbraio 1803 – 3 febbraio 1855), sposò Frances Dorothy Ley l'8 agosto 1844 ed ebbe discendenza

Dopo la morte di lady Elizabeth, Charles Somerset si risposò con lady Mary Poulett, figlia di John Poulett, IV conte Poulett, il 9 agosto 1821. La coppia ebbe tre figli:
1. Colonnello Poulett Somerset (1822–1875)
2. Mary Sophia Somerset (20 maggio 1823 – 11 novembre 1869)
3. Augusta Anne Somerset (21 aprile 1824 – 27 dicembre 1881), sposò sir Henry Barron, I baronetto, il 1º agosto 1863.

La sua seconda moglie morì nel giugno del 1860, all'età di 72 anni.

## Ascendenza
|                                       |                                    |                          | Genitori                                   |  |  | Nonni |  |  | Bisnonni                            |  |  | Trisnonni                               |  |
|                                       |                                    |                          |                                            |  |  |       |  |  | Henry Somerset, II duca di Beaufort |  |  | Charles Somerset, marchese di Worcester |  |
|                                       |                                    |                          |                                            |  |  |       |  |  | Henry Somerset, II duca di Beaufort |  |  | Charles Somerset, marchese di Worcester |  |
|                                       |                                    | Rebecca Child            |                                            |  |  |       |  |  | Henry Somerset, II duca di Beaufort |  |  |                                         |  |
| Charles Somerset, IV duca di Beaufort |                                    |                          |                                            |  |  |       |  |  | Henry Somerset, II duca di Beaufort |  |  |                                         |  |
|                                       |                                    | Rachel Noel              | Wriothesley Noel, II conte di Gainsborough |  |  |       |  |  |                                     |  |  |                                         |  |
|                                       |                                    | Rachel Noel              | Wriothesley Noel, II conte di Gainsborough |  |  |       |  |  |                                     |  |  |                                         |  |
|                                       |                                    | Rachel Noel              | Catherine Greville                         |  |  |       |  |  |                                     |  |  |                                         |  |
| Henry Somerset, V duca di Beaufort    |                                    | Rachel Noel              |                                            |  |  |       |  |  |                                     |  |  |                                         |  |
|                                       |                                    | John Berkeley            | Richard Berkeley                           |  |  |       |  |  |                                     |  |  |                                         |  |
|                                       |                                    | John Berkeley            | Richard Berkeley                           |  |  |       |  |  |                                     |  |  |                                         |  |
|                                       |                                    | John Berkeley            | Elizabeth Symes                            |  |  |       |  |  |                                     |  |  |                                         |  |
| Elizabeth Berkeley                    |                                    | John Berkeley            |                                            |  |  |       |  |  |                                     |  |  |                                         |  |
|                                       |                                    | Elizabeth Norborne       | Walter Norborne                            |  |  |       |  |  |                                     |  |  |                                         |  |
|                                       |                                    | Elizabeth Norborne       | Walter Norborne                            |  |  |       |  |  |                                     |  |  |                                         |  |
|                                       |                                    | Elizabeth Norborne       | Frances Bacon                              |  |  |       |  |  |                                     |  |  |                                         |  |
| Charles Somerset                      |                                    | Elizabeth Norborne       |                                            |  |  |       |  |  |                                     |  |  |                                         |  |
|                                       | Hugh Boscawen, I visconte Falmouth | Edward Boscawen          |                                            |  |  |       |  |  |                                     |  |  |                                         |  |
|                                       | Hugh Boscawen, I visconte Falmouth | Edward Boscawen          |                                            |  |  |       |  |  |                                     |  |  |                                         |  |
|                                       | Hugh Boscawen, I visconte Falmouth | Jael Godolphin           |                                            |  |  |       |  |  |                                     |  |  |                                         |  |
| Edward Boscawen                       | Hugh Boscawen, I visconte Falmouth |                          |                                            |  |  |       |  |  |                                     |  |  |                                         |  |
|                                       |                                    | Charlotte Godfrey        | Charles Godfrey                            |  |  |       |  |  |                                     |  |  |                                         |  |
|                                       |                                    | Charlotte Godfrey        | Charles Godfrey                            |  |  |       |  |  |                                     |  |  |                                         |  |
|                                       |                                    | Charlotte Godfrey        | Arabella Churchill                         |  |  |       |  |  |                                     |  |  |                                         |  |
| Elizabeth Boscawen                    |                                    | Charlotte Godfrey        |                                            |  |  |       |  |  |                                     |  |  |                                         |  |
|                                       |                                    | William Evelyn-Glanville | George Evelyn                              |  |  |       |  |  |                                     |  |  |                                         |  |
|                                       |                                    | William Evelyn-Glanville | George Evelyn                              |  |  |       |  |  |                                     |  |  |                                         |  |
|                                       |                                    | William Evelyn-Glanville | Frances Broomhall                          |  |  |       |  |  |                                     |  |  |                                         |  |
| Frances Glanville                     |                                    | William Evelyn-Glanville |                                            |  |  |       |  |  |                                     |  |  |                                         |  |
|                                       |                                    | Frances Glanville        | William Glanville                          |  |  |       |  |  |                                     |  |  |                                         |  |
|                                       |                                    | Frances Glanville        | William Glanville                          |  |  |       |  |  |                                     |  |  |                                         |  |
|                                       |                                    | Frances Glanville        | Frances Hales                              |  |  |       |  |  |                                     |  |  |                                         |  |
|                                       |                                    | Frances Glanville        |                                            |  |  |       |  |  |                                     |  |  |                                         |  |